# استان مسینا
استان مسینا (به ایتالیایی: Province di Messina) استانی در جنوبی کشور ایتالیا است. مسینا در منطقهٔ سیسیل قرار دارد و مرکز آن شهر مسینا است. مساحت این استان ۳٬۲۴۸ کیلومترمربع و جمعیت آن طبق سرشماری سال ۲۰۱۱ میلادی، تقریباً ۶۴۸٬۰۳۶ نفر بوده‌است.